# Anoplophora elegans
Anoplophora elegans là một loài bọ cánh cứng trong họ Cerambycidae.